# Bitik
«Bitik» («Бити́к»; с караим. — «Книга») — издательство, принадлежащее Союзу польских караимов и выпускающее издания на караимскую тематику. Издательство было создано в 2003 году во Вроцлаве. Кроме книг и календарей, издательство «Bitik» выпускает журнал Awazymyz и научный ежегодник Almanach Karaimski, а также аудиокниги и компакт-диски.

## Редакция
- Главный редактор: Мариоля Абкович.

- Редакционный комитет: Адам Дубинский[пол.], Ханна Пилецкая, Анна Сулимович-Керут.

- Технический редактор: Лешек Квятковский.